# HMNZS Endeavour (A11)
HMNZS Endeavour (A11) je tanker novozélandského královského námořnictva. Ze služby byl vyřazen 30. prosince 2017. Ve službě jej nahradí tanker HMNZS Aotearoa (A12), jehož zařazení je plánováno na rok 2020.

## Stavba

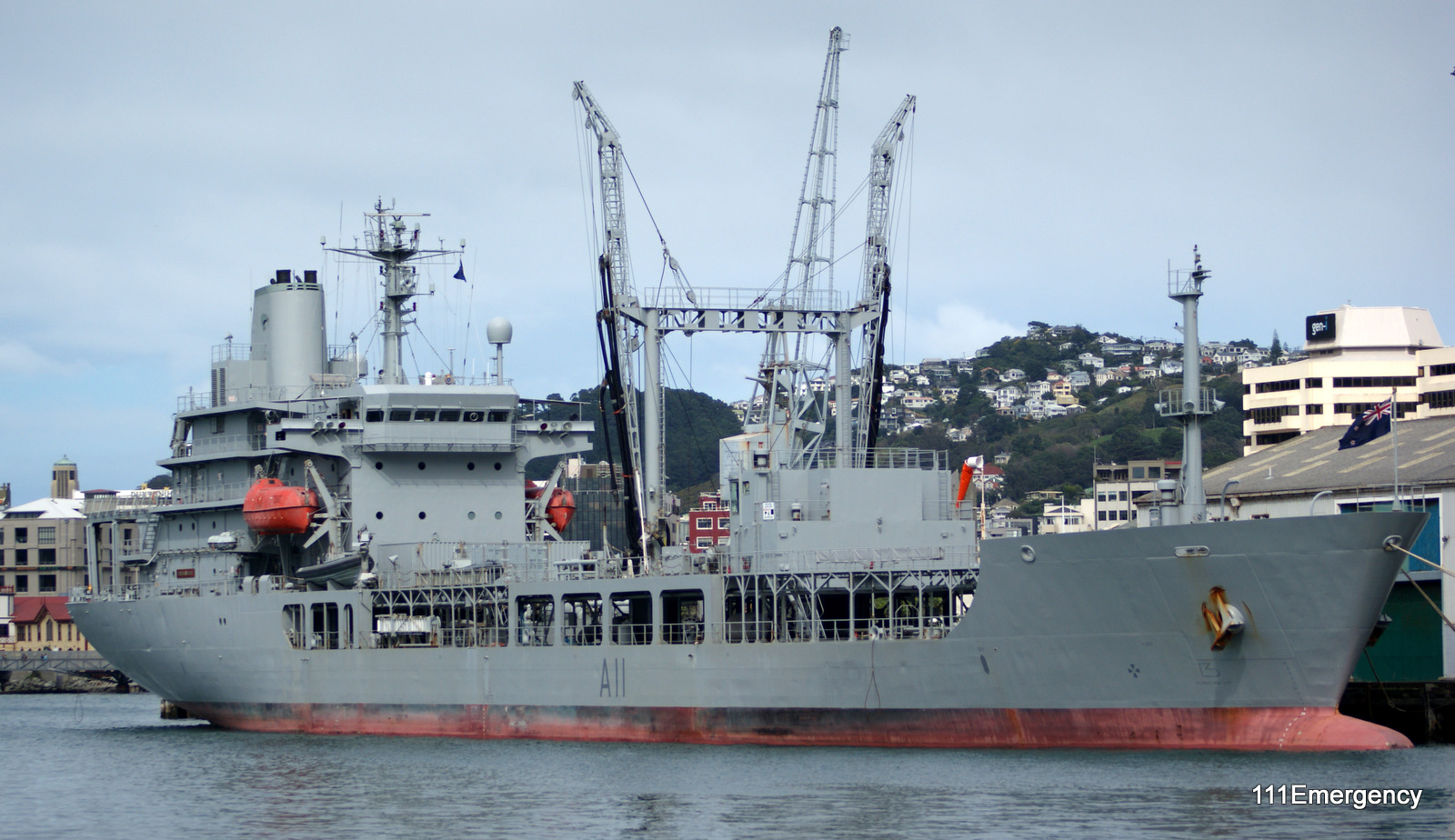
HMNZS Endeavour (A11)

Loď byla postavena v Jižní Koreji podle komerčních standardů. Do operační služby byla nasazena roku 1988.

## Konstrukce

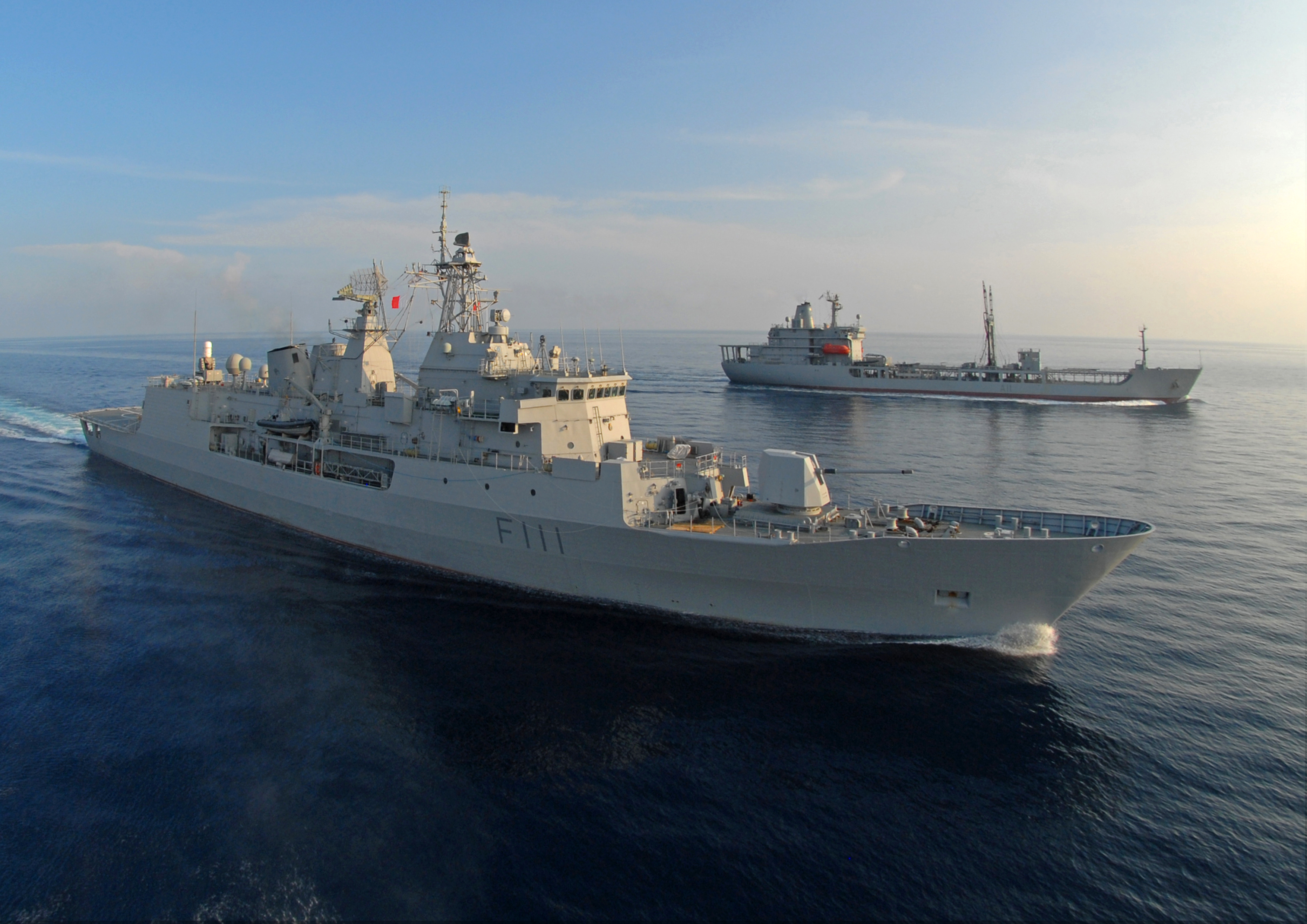
HMNZS Te Mana (F111) a HMNZS Endeavour (A11)

Plavidlo unese asi 5500 tun paliva pro lodě, 150 tun pro vrtulníky a další zásoby ve čtyřech kontejnerech. Pohonný systém tvoří jeden diesel MAN Burmeister & Wain o výkonu 5300 hp. Nejvyšší rychlost dosahuje 14 uzlů.

## Operační služba
Tanker se během služby podílel na celé řadě mezinárodních cvičení. Například na cvičení RIMPAC 2012 a Lion Zeal 2012 doprovázel fregatu HMNZS Te Kaha (F 77). Dne 13. června 2017 se tanker vrátil ze svého posledního nasazení v Jihovýchodní Asii.